# Taquifasia
La taquifasia es un síntoma de trastornos mentales en el cual el paciente habla con excesiva rapidez. Equivalente a Taquifemia y Taquilalia.

## Trastornos
Es habitual en la sintomatología mixta de un trastorno bipolar